# Sofia Teillet
Sofia Teillet est une comédienne française.
Elle est membre de la coopérative L'Amicale.

## Biographie
Elle a étudié au cours Florent et au Conservatoire national d'art dramatique.
Elle crée son spectacle solo  « De la sexualité des orchidées » au festival d'Avignon off 2020 puis le joue au Centquatre, un spectacle dans lequel elle explore la  « sexualité végétale ».

## Spectacles
- 2021-2022 : De la sexualité des orchidées
- 2021-2022 : Elles Vivent, d'Antoine Defoort

## Cinéma
- 2013 : La Jalousie de Philippe  Garrel
- 2017 : L'Amant d'un jour de Philippe Garrel